# Цыганков, Иван Власович
Ива́н Вла́сович Цыганко́в (3 октября 1908, станица Казанская Верхнедонского района Ростовской обл. — 23 ноября 1988, Пермь) — советский учёный-математик, декан физико-математического факультета  (1940–1942, 1948–1956), основатель и  первый декан механико-математического факультета Пермского университета (1960–1961).

## Биография
В 1928 году он поступил в Северо-Кавсказский (на момент окончания — Ростовский-на-Дону) государственный университет на физико-математический факультет. После его окончания в 1932 году три года работал в городе Грязовце в только что созданном техникуме механизации сельского хозяйства.
1935—1939 годы — учёба в аспирантуре Ленинградского пединститута; защитил диссертацию с присвоением степени кандидата физико-математических наук. В 1940 году ему присвоено учёное звание доцента.
С 10 августа 1939 года И. В. Цыганков — доцент Молотовского (Пермского) университета; в этом статусе оставался до выхода на пенсию в 1976 году.
В 1939 он создал и до 1943 года заведовал кафедрой геометрии МолГУ. Долгое время он был единственным в университете специалистом по геометрии, поэтому ежегодно читал шесть-семь геометрических курсов.
С 11 марта 1940 по 25 февраля 1942 — декан физико-математического факультета МолГУ, с октября 1943 по август 1951 годы — заведующий кафедрой высшей алгебры и геометрии.
С 1948 по 29 октября 1956 года вновь возглавлял физико-математический факультет Молотовского университета. Деканство И. В. Цыганкова на одном из крупнейших в университете факультетов пришлось на военные и послевоенные годы.
C 16 августа 1960 года по 29 июля 1961 года И. В. Цыганков выступил в качестве первого декана только что созданного в университете механико-математического факультета. Он явился одним из создателей факультета и сыграл в его становлении важную роль.

Благодаря умению Ивана Власовича подбирать кадры на физико-математическом факультете возникло несколько крупных научных школ, что послужило основой дальнейшего развития факультета. Высокая культура, интеллигентность, доброжелательность И. В. Цыганкова позволяли создать на возглавляемых им факультетах спокойную, уважительную, деловую обстановку.
Студенты его уважали, многие любили; не одно поколение студентов в шутку называло его «Декан Власович» или «Иван Деканович»…
Его преподавательская и научная деятельности никогда не будут преданы забвению.

## Научная и учебная деятельность
Круг научных интересов И. В. Цыганкова был достаточно широким. В основном он занимался некоторыми вопросами дифференциальной и аналитической геометрий и их приложениями (в частности, в промышленной вентиляции и теории зубчатых передач), а также решением уравнений Риккати с помощью цепных дробей.
Он разработал новые методы приведения квадратичных форм к нормальному виду — геометрический и метод свёрток.
Пользуясь методом сверток как основой, он нашел оригинальные методы, позволяющие по-новому решать более 20 основных задач алгебры и линейного программирования (в том числе транспортные задачи).
Лекции И. В. Цыганкова были тщательно продуманы, учебный материал излагался стройно и доступно для студентов. Много времени он отдавал подготовке методических изданий для студентов. Он являлся автором методических пособий по дифференциальной и аналитической геометрии.

## Избранные научные работы
- Эвольвента плоской кривой // Пермь, Учен. зап. ун-та, 8 : 1 (1953). С. 13–14.
- Построение W-конгруэнции с данной фокальной поверхностью // Пермь, Учен. зап. ун-та, 8 :1 (1953), С. 19–23.
- Построение нормальной W-конгруэнции // Пермь, Учен. зап. ун-та, 8 : 1 (1953), C. 25–29.
- Новое доказательство теоремы Рибокура // Пермь. Учен. зап. уп-та, 8 : 1 (1953), С. 47–48.
- Уравнение линейчатой поверхвостн в асимптотических параметрах. Пермь, Учен. зап. ун-та, 9 : 4 (1955), С. 7–9.
- Решение уравнения Рикати с помощью цепных непрерывных дробей (1960).
- Решение транспортной задачи методом инвариантов (1984).

## Награды
- Медаль «За трудовое отличие» (1961).
- «За доблестный труд. В ознаменование 100-летия со дня рождения Владимира Ильича Ленина» (1970).
- Медаль «Ветеран труда» (1975).